# Jeflești
Jeflești, falu Romániában, Erdélyben, Fehér megyében. Közigazgatásilag Alsóvidra községhez tartozik.

## Fekvése
Alsóvidra (Vidra) mellett fekvő település.

## Története
Jefleşti az Erdélyi-középhegység Alsóvidrához tartozó, hegyoldalakon elszórtan fekvő, mócok lakta apró, pár házas falvainak egyike, mely korábban Alsóvidra (Vidra) része volt. 1956 körül vált külön településsé 96 lakossal.
1966-ban 99, 1977-ben 82, 1992-ben 34, 2002-ben pedig 24 román lakosa volt.